# New Jack City
New Jack City är en amerikansk film från 1991 i regi av Mario Van Peebles. Filmen utspelar sig i New York och handlar om hur gängledaren Nino Brown (Wesley Snipes) tar över cracklangningen i staden. Ice-T spelar polisen Scotty Appleton som försöker stoppa honom.

## Rollista
- Wesley Snipes – Nino Brown
- Ice-T – Scotty Appleton
- Judd Nelson – Nick Peretti
- Allen Payne – Gerald "Gee Money" Wells
- Chris Rock – Benny "Pookie" Robinson
- Mario Van Peebles – Stone
- Michael Michele – Selina Thomas
- Bill Nunn – Duh Duh Duh Man
- Russell Wong – Park
- Vanessa A. Williams – Keisha